# Olympische Jugend-Winterspiele 2020/Teilnehmer (Belgien)
| Gelbes Symbol für Goldmedaillen mit stilisierten Olympischen Ringen | Graues Symbol für Silbermedaillen mit stilisierten Olympischen Ringen | Braundes Symbol für Bronzemedaillen mit stilisierten Olympischen Ringen |
| ------------------------------------------------------------------- | --------------------------------------------------------------------- | ----------------------------------------------------------------------- |
| 1                                                                   | —                                                                     | —                                                                       |

Belgien nahm an den Olympischen Jugend-Winterspielen 2020 in Lausanne mit neun Athleten (fünf Mädchen und vier Jungen) in sieben Sportarten teil.

## Medaillen

### Medaillenspiegel
| Rang   | Sportart  | Gold | Silber | Bronze | Gesamt |
| ------ | --------- | ---- | ------ | ------ | ------ |
| 1      | Snowboard | 1    | —      | —      | 1      |
| Gesamt | Gesamt    | 1    | 0      | 0      |        |

### Medaillengewinner
| Name/n        | Sportart  | Wettkampf           |
| ------------- | --------- | ------------------- |
| Gold          |           |                     |
| Evy Poppe     | Snowboard | Slopestyle          |
| Anke Steeno 1 | Eishockey | 3×3 Turnier Mädchen |

## Teilnehmer nach Sportarten

### Eishockey
Im 3×3 Eishockey spielten die Athleten in gemischten Mannschaften.
| Mannschaft  | Athleten | Vorrunde       | Vorrunde | Halbfinale    | Halbfinale    | Finale/Spiel um Bronze | Finale/Spiel um Bronze | Rang |
| Mannschaft  | Athleten | Gegner         | Ergebnis | Gegner        | Ergebnis      | Gegner                 | Ergebnis               | Rang |
| ----------- | --- | -------------- | -------- | ------------- | ------------- | ---------------------- | ---------------------- | ---- |
| Jungen      | |                |          |               |               |                        |                        |      |
| _ Team Gelb | Tibo Van Reeth Csongor Antal Yassin Soubra Tommaso Madaschi David Guilabert Ryan Kolgen Miha Beričič Andrej Muraschko Oskar Bakkevig Šimon Slavíček Daniel Valencia Loris Uberti Lukas Heuberger  | _ Team Grün    | 5:10     | ausgeschieden | ausgeschieden | ausgeschieden          | ausgeschieden          | 7    |
| _ Team Gelb | Tibo Van Reeth Csongor Antal Yassin Soubra Tommaso Madaschi David Guilabert Ryan Kolgen Miha Beričič Andrej Muraschko Oskar Bakkevig Šimon Slavíček Daniel Valencia Loris Uberti Lukas Heuberger  | _ Team Grau    | 8:11     | ausgeschieden | ausgeschieden | ausgeschieden          | ausgeschieden          | 7    |
| _ Team Gelb | Tibo Van Reeth Csongor Antal Yassin Soubra Tommaso Madaschi David Guilabert Ryan Kolgen Miha Beričič Andrej Muraschko Oskar Bakkevig Šimon Slavíček Daniel Valencia Loris Uberti Lukas Heuberger  | _ Team Orange  | 9:4      | ausgeschieden | ausgeschieden | ausgeschieden          | ausgeschieden          | 7    |
| _ Team Gelb | Tibo Van Reeth Csongor Antal Yassin Soubra Tommaso Madaschi David Guilabert Ryan Kolgen Miha Beričič Andrej Muraschko Oskar Bakkevig Šimon Slavíček Daniel Valencia Loris Uberti Lukas Heuberger  | _ Team Schwarz | 7:19     | ausgeschieden | ausgeschieden | ausgeschieden          | ausgeschieden          | 7    |
| _ Team Gelb | Tibo Van Reeth Csongor Antal Yassin Soubra Tommaso Madaschi David Guilabert Ryan Kolgen Miha Beričič Andrej Muraschko Oskar Bakkevig Šimon Slavíček Daniel Valencia Loris Uberti Lukas Heuberger  | _ Team Blau    | 13:8     | ausgeschieden | ausgeschieden | ausgeschieden          | ausgeschieden          | 7    |
| _ Team Gelb | Tibo Van Reeth Csongor Antal Yassin Soubra Tommaso Madaschi David Guilabert Ryan Kolgen Miha Beričič Andrej Muraschko Oskar Bakkevig Šimon Slavíček Daniel Valencia Loris Uberti Lukas Heuberger  | _ Team Rot     | 13:15    | ausgeschieden | ausgeschieden | ausgeschieden          | ausgeschieden          | 7    |
| _ Team Gelb | Tibo Van Reeth Csongor Antal Yassin Soubra Tommaso Madaschi David Guilabert Ryan Kolgen Miha Beričič Andrej Muraschko Oskar Bakkevig Šimon Slavíček Daniel Valencia Loris Uberti Lukas Heuberger  | _ Team Braun   | 6:8      | ausgeschieden | ausgeschieden | ausgeschieden          | ausgeschieden          | 7    |
| Mädchen     | |                |          |               |               |                        |                        |      |
| _ Team Gelb | Anke Steeno Eva Aizpurua Ludmilla Bourcet Elisa Innocenti Katya Blong Iris van Houten Zuzana Trnková Luisa Wilson Shin Seo-yoon Leonie Böttcher Nora Pollestad Nubya Aeschlimann Magdalena Luggin | _ Team Grün    | 5:10     | _ Team Blau   | 7:5           | _ Team Schwarz         | 6:1                    | Gold |
| _ Team Gelb | Anke Steeno Eva Aizpurua Ludmilla Bourcet Elisa Innocenti Katya Blong Iris van Houten Zuzana Trnková Luisa Wilson Shin Seo-yoon Leonie Böttcher Nora Pollestad Nubya Aeschlimann Magdalena Luggin | _ Team Grau    | 8:11     | _ Team Blau   | 7:5           | _ Team Schwarz         | 6:1                    | Gold |
| _ Team Gelb | Anke Steeno Eva Aizpurua Ludmilla Bourcet Elisa Innocenti Katya Blong Iris van Houten Zuzana Trnková Luisa Wilson Shin Seo-yoon Leonie Böttcher Nora Pollestad Nubya Aeschlimann Magdalena Luggin | _ Team Orange  | 9:4      | _ Team Blau   | 7:5           | _ Team Schwarz         | 6:1                    | Gold |
| _ Team Gelb | Anke Steeno Eva Aizpurua Ludmilla Bourcet Elisa Innocenti Katya Blong Iris van Houten Zuzana Trnková Luisa Wilson Shin Seo-yoon Leonie Böttcher Nora Pollestad Nubya Aeschlimann Magdalena Luggin | _ Team Schwarz | 7:19     | _ Team Blau   | 7:5           | _ Team Schwarz         | 6:1                    | Gold |
| _ Team Gelb | Anke Steeno Eva Aizpurua Ludmilla Bourcet Elisa Innocenti Katya Blong Iris van Houten Zuzana Trnková Luisa Wilson Shin Seo-yoon Leonie Böttcher Nora Pollestad Nubya Aeschlimann Magdalena Luggin | _ Team Blau    | 13:8     | _ Team Blau   | 7:5           | _ Team Schwarz         | 6:1                    | Gold |
| _ Team Gelb | Anke Steeno Eva Aizpurua Ludmilla Bourcet Elisa Innocenti Katya Blong Iris van Houten Zuzana Trnková Luisa Wilson Shin Seo-yoon Leonie Böttcher Nora Pollestad Nubya Aeschlimann Magdalena Luggin | _ Team Rot     | 13:15    | _ Team Blau   | 7:5           | _ Team Schwarz         | 6:1                    | Gold |
| _ Team Gelb | Anke Steeno Eva Aizpurua Ludmilla Bourcet Elisa Innocenti Katya Blong Iris van Houten Zuzana Trnková Luisa Wilson Shin Seo-yoon Leonie Böttcher Nora Pollestad Nubya Aeschlimann Magdalena Luggin | _ Team Braun   | 6:8      | _ Team Blau   | 7:5           | _ Team Schwarz         | 6:1                    | Gold |

### Eisschnelllauf
| Athleten                                                                  | Wettbewerbe | Zeit        | Rang |
| ------------------------------------------------------------------------- | ----------- | ----------- | ---- |
| Mädchen                                                                   |             |             |      |
| Fran Vanhoutte                                                            | 500 m       | 43,99 s     | 22   |
| Fran Vanhoutte                                                            | 1500 m      | 2:16,82 min | 8    |
| Mixed                                                                     |             |             |      |
| Team 11 Luisa María González Fran Vanhoutte Nicky Rosanelli Sander Eitrem | Teamsprint  | 2:07,46 min | 7    |

| Athleten       | Wettbewerbe | Halbfinale | Halbfinale  | Halbfinale | Finale | Finale      | Finale | Rang |
| Athleten       | Wettbewerbe | Punkte     | Zeit        | Rang       | Punkte | Zeit        | Rang   | Rang |
| -------------- | ----------- | ---------- | ----------- | ---------- | ------ | ----------- | ------ | ---- |
| Mädchen        |             |            |             |            |        |             |        |      |
| Fran Vanhoutte | Massenstart | 21         | 6:49,87 min | 2          | 0      | 6:52,72 min | 9      | 9    |

### Freestyle-Skiing
| Athleten      | Wettbewerbe | Vorrunde | Viertelfinale | Halbfinale    | Finale        | Rang |
| Athleten      | Wettbewerbe | Rang     | Rang          | Rang          | Rang          | Rang |
| ------------- | ----------- | -------- | ------------- | ------------- | ------------- | ---- |
| Mädchen       |             |          |               |               |               |      |
| Noa Spoelders | Skicross    | 7        | ausgeschieden | ausgeschieden | ausgeschieden | 14   |

### Shorttrack
| Athlet          | Wettbewerb | Vorlauf      | Vorlauf | Viertelfinale | Viertelfinale | Halbfinale    | Halbfinale    | Finale        | Finale        | Rang |
| Athlet          | Wettbewerb | Zeit         | Rang    | Zeit          | Rang          | Zeit          | Rang          | Zeit          | Rang          | Rang |
| --------------- | ---------- | ------------ | ------- | ------------- | ------------- | ------------- | ------------- | ------------- | ------------- | ---- |
| Jungen          |            |              |         |               |               |               |               |               |               |      |
| Warre van Damme | 500 m      | 43,829 min   | 3       | ausgeschieden | ausgeschieden | ausgeschieden | ausgeschieden | ausgeschieden | ausgeschieden | 19   |
| Warre van Damme | 1000 m     | 1:31,276 min | 3       | ausgeschieden | ausgeschieden | ausgeschieden | ausgeschieden | ausgeschieden | ausgeschieden | 19   |

### Skeleton
| Athlet          | Lauf 1      | Lauf 1 | Lauf 2      | Lauf 2 | Gesamt      | Gesamt |
| Athlet          | Zeit        | Rang   | Zeit        | Rang   | Zeit        | Rang   |
| --------------- | ----------- | ------ | ----------- | ------ | ----------- | ------ |
| Jungen          |             |        |             |        |             |        |
| Colin Freeling  | 1:11,06 min | 12     | 1:10,49 min | 8      | 2:21,55 min | 10     |
| Mädchen         |             |        |             |        |             |        |
| Aline Pelckmans | 1:13,05 min | 13     | 1:12,94 min | 11     | 2:25,99 min | 11     |

### Ski Alpin
| Athleten              | Wettbewerbe  | 1. Lauf     | 1. Lauf | 2. Lauf     | 2. Lauf | Gesamt      | Gesamt |
| Athleten              | Wettbewerbe  | Zeit        | Rang    | Zeit        | Rang    | Zeit        | Rang   |
| --------------------- | ------------ | ----------- | ------- | ----------- | ------- | ----------- | ------ |
| Jungen                |              |             |         |             |         |             |        |
| Louis Masquelier-Page | Riesenslalom | 1:05,60 min | 20      | 1:07,39 min | 24      | 2:12,99 min | 23     |
| Louis Masquelier-Page | Slalom       | DNF         | DNF     | DNF         | DNF     | DNF         | DNF    |
| Louis Masquelier-Page | Super-G      | –           | –       | –           | –       | 58,58 s     | 44     |
| Louis Masquelier-Page | Kombination  | 58,58 s     | 44      | 36,42 s     | 26      | 1:35,00 min | 28     |

### Snowboard
| Athleten  | Wettbewerbe | Qualifikation | Qualifikation | Finale | Finale | Rang |
| Athleten  | Wettbewerbe | Punkte        | Rang          | Punkte | Rang   | Rang |
| --------- | ----------- | ------------- | ------------- | ------ | ------ | ---- |
| Mädchen   |             |               |               |        |        |      |
| Evy Poppe | Big Air     | 69,33         | 6             | 45,00  | 10     | 10   |
| Evy Poppe | Slopestyle  | 83,50         | 1             | 94,00  | 1      | Gold |